# Archivwesen
Das Archivwesen ist das organisatorische Geflecht der Archive.
Prägend sind im deutschsprachigen Bereich die öffentlichen Archive des Bundes, der Länder und der Kommunen, in denen hauptamtliche Archivare mit fachlicher Ausbildung beschäftigt sind.
Das Berufsbild wird in Deutschland traditionell stark bestimmt von Beamten oder Angestellten des höheren und gehobenen Dienstes, Archivaren, die ihre Ausbildung an den Archivschulen in Marburg, München und Potsdam erhalten haben.
Neben den öffentlichen Archiven bestehen auch zahlreiche Privatarchive, z. B. Adels-, Familien-, Wirtschafts- und Firmenarchive (siehe auch: Archivsparten).
Als wichtigste Aufgabenfelder in den „klassischen“ Archiven gelten:

## Beratung bei der Schriftgutverwaltung und archivische Bewertung
Eine wichtige Aufgabe der Archive ist die Beratung der Verwaltung bzw. der ihnen zugeordneten Provenienzstellen (auch Registraturbildner) hinsichtlich der Organisation der Schriftgutverwaltung. Wichtige Normen und Standards in diesem Bereich sind das DOMEA-Konzept, die DIN ISO 15489 und die Model Requirements for the Management of Electronic Records (MoReq).
Die Bewertung entscheidet über die Archivwürdigkeit der in den Registraturen oder im Zwischenarchiv vorhandenen Unterlagen, die den Archiven angeboten werden. Unterlagen, denen durch die Archivare kein dauerhafter Wert zugemessen wird, müssen vernichtet werden – man spricht im Archivwesen von Kassation, in Österreich von Skartierung.
Die Bewertungsvorgänge werden in einem Bewertungsprotokoll dokumentiert.
Im Ablieferungsverzeichnis werden die an ein Archiv übergebenen Akten, Vorgänge oder Dokumente aufgeführt.

## Bestandserhaltung
Zur Bestandserhaltung zählen in Archiven die vorbeugende (passive) Konservierung und die Restaurierung.
Konservierungsmaßnahme kann zum Beispiel die Wahl eines Magazin-Zweckgebäudes sein, das den konservatorischen Anforderungen an Luftfeuchtigkeit und Temperatur (Klima) genügt. Hierzu gehört auch die Wahl von geeigneten, säurefreien Verpackungsmaterialien in Form von Mappen oder Boxen. Auch die Benutzungsordnungen, die den Umgang mit den Archivalien regeln, sollen längstmögliche Verwendbarkeit von Archivgut sicherstellen.
Die Restaurierung dient der Behebung von bereits eingetretenen Schäden wie z. B. durch Schimmelpilze, Säurefraß, Wasser etc. Restauratorische Maßnahmen können Massenentsäuerungen, Papierstabilisation u. Ä. sein.
Eine professionelle Restaurierung ist immer teuer, weshalb stets auf optimale konservatorische Bedingungen geachtet werden sollte.
Zudem gehört der Schutz gegen Diebstahl von Archivgut zur Bestandserhaltung.

## Archivische Erschließung und Bestandsgliederung
Die Erschließung von Schrift- und Archivgut gehört zu den wesentlichen Kernaufgaben der archivarischen Tätigkeit. Eine fachgerechte und für die spätere Nutzerführung eindeutige Titelbildung erfordert umfassende Kenntnisse der Aufgaben und der Strukturen des jeweiligen Registraturbildners/Archivträgers, die sich der Archivar vor der Bearbeitung des Bestandes aneignen muss.
Die Hauptgliederung der Archivbestände eines Archivs wird als Tektonik bezeichnet. Unterhalb der übergeordneten Tektonik eines Archivs wird die Übersicht über die Bestände (Bestandsübersicht) eingegliedert. Innerhalb der Bestandsübersicht sind in der Regel die Bestände des Archives nachgewiesen. Oft werden diese in der Übersicht mit dem zeitlichen Umfang kurz dargestellt und durch eine spezifische Bestandssignatur eindeutig gekennzeichnet. Je nach Umfang des Bestandes müssen Klassifikationsgruppen (Ordnungsgruppen) eingerichtet werden, die strukturellen Vorgaben (Provenienz) oder sachthematischen Gliederungen (Pertinenz) folgen. Einheitliche Aktenreihen können als Titelgruppen (meist als untere Klassifikationsgruppe) zusammengefasst werden. Die zum jeweiligen Bestand gehörenden Archivalien werden inhaltlich erschlossen und über Findhilfsmittel zugänglich gemacht. Dabei ist wesentlich, dass eine treffende und knappe Beschreibung des Inhaltes durch eine präzise Titelbildung erfolgt (siehe Archivische Verzeichnung). Übernahme und Erschließung des Archivgutes erfolgt vorrangig nach den Vorgaben und Kriterien des Provenienzprinzips. Wesentliche Elemente bzw. Normdaten (= Metadaten) der Erschließung von Akten oder Dokumenten innerhalb eines Bestandes sind: die Signatur, der Titel, die Laufzeit sowie spezifische Enthält-Vermerke. Zudem können bei Neuverzeichnungen geltende Schutzfristen oder weitere Angaben wie der Materialbeschaffenheit, dem Erhaltungszustand und weiteren Verweisen und Vermerken im Archivierungsprogramm hinterlegt werden.
Traditionell entstanden Repertorien, Karteien oder Findbücher im Zuge der Erschließung von Akten- oder Urkundenbeständen. Heute werden in der Regel in einem Findbuch neben dem erschlossenen Archivgut, die Klassifikationsgruppen (innere Gliederung) des Bestandes, die Bestands- und Behördengeschichte, Abkürzungsverzeichnisse und Register (Indexe) sowie zusätzliche Literatur- und Quellenverweise aufgenommen.
Der Aufbau eines Findbuches folgt somit dem genormten Aufbau einer gängigen wissenschaftlichen Arbeit. Internationale Normen und Standards wie ISAD(G) und ISAAR(CPF) erleichtern und vereinheitlichen die Erschließung. Oft werden weiterhin die Ordnungs- und Verzeichnungsgrundsätze für die Staatlichen Archive der Deutschen Demokratischen Republik (OVG) als wertvolle Hilfestellung zu Rate gezogen.
Heute werden in den meisten Archiven die Bestände mit spezieller Software erschlossen und für die Recherche im Intranet oder im Internet aufbereitet. Die Erschließung bildet damit die Grundlage für die dauerhafte Zugänglichkeit zu wesentlichen Informationen in den Akten und Dokumenten.

## Archivische Sammlungen
In der Regel gibt es in allen Archiven Sammlungen von Materialien, die das „klassische“ Archivgut, das von den abgebenden Stellen übernommen wird, auf wertvolle Weise ergänzen und zusätzliche Informationen liefern können.
Sammlungen sind in der Regel nach dem Pertinenzprinzip aufgebaut und bestandsübergreifend durch das Archiv angelegt.
Als spezielle Sammlungen können auch Nachlässe gezählt werden, die auch hier im Rahmen der Zuständigkeit des Archivs gesammelt werden.
Fast alle Archive haben mehr oder minder große Dienstbibliotheken (Präsenzbibliotheken), die u. a. im Bereich landes- und regionalgeschichtlicher Literatur nicht selten hervorragende Bestände aufweisen.
Auch diese Bibliotheken werden im Rahmen des Zuständigkeitsbereichs des Archivs aufgebaut und geführt.

## Benutzung
Das Archivgut steht in öffentlich-rechtlichen Archiven für die allgemeine Benutzung zur Verfügung. Bei jeder Benutzung ist im Voraus die jeweilige Zuständigkeit des Archivs für die Fragestellung zu klären (Provenienzprinzip).
Die Benutzung erfolgt im Regelfall vor Ort in den Lesesälen der Archive.
Eine Benutzung kann über Findbücher oder Repertorien vor Ort im Archiv selbst vorbereitet und durchgeführt werden, darüber hinaus bieten publizierte Repertorien oder archivische Online-Findmittel Hilfestellungen.
Eine tiefergehende schriftliche Auskunftserteilung für den Benutzer kann in vielen Archiven wegen fehlender Personalressourcen nicht stattfinden.
Archivportale unterstützen den Benutzern dabei, das oder die Archive zu ermitteln, die Quellen zur eigenen Fragestellung enthalten. Archivportale ermöglichen heute die übergreifende Recherche nach Archivalien in unterschiedlichen Archiven.
Neue Verfahren mit KI-Unterstützung sollen bei der Entzifferung alter Handschriften (Pilotprojekt Transkribus) helfen.

## Öffentlichkeits- und Bildungsarbeit
Als Oberbegriff der Bildungsarbeit hat sich Archivpädagogik etabliert.
Öffentlichkeitsarbeit erfolgt meist im Rahmen von Führungen, Ausstellungen, eigene Publikationen und über das Internet.
Schwerpunkt der Publikationstätigkeit von Archivaren sind Quelleneditionen, die Veröffentlichung der Findhilfsmittel, Arbeiten zu den Historischen Hilfswissenschaften, zur Archivgeschichte oder der Geschichte des Registraturbildners (Archiveigentümers).
Wie intensiv Öffentlichkeits- und Bildungsarbeit in den Archiven durchgeführt wird, ist sehr unterschiedlich und hängt von der Ausrichtung des Archives und der Personalausstattung mit Fachpersonal ab.
Obwohl der Zugang zu den in den Archiven überlieferten Informationen für Archivare von großer Bedeutung ist, spielen meist aus Gründen der Personalknappheit Öffentlichkeits- und Bildungsarbeit vor allem in kleineren Archiven eine untergeordnete Rolle.

## Aus- und Fortbildung
Die Archivausbildung des öffentlichen Dienstes für den höheren und gehobenen Dienst erfolgt für die meisten Bundesländer in Rahmen der Beamtenlaufbahn an der Archivschule Marburg.
Daneben bietet der Fachbereich Informationswissenschaften der Fachhochschule Potsdam seit 1993 ein verwaltungsexternes Studium zum Archivar an. Grundlage der Ausbildung bildet die Integration der drei informationswissenschaftlichen Disziplinen Archiv-, Bibliotheks- und Dokumentationswissenschaft.
Der Fachbereich bildet Archivare für alle Archivsparten im Angestelltenverhältnis aus. Zum WS 2004/2005 erfolgte die Umstellung auf einen Bachelor-Abschluss.
Seit 2008 kann alle zwei Jahre im Fernstudium – bisher ausschließlich in einem eng begrenzten Rahmen nur für Seiteneinsteiger mit Hochschulabschluss – ein fachbezogener weiterbildender Master kostenpflichtig erworben werden.
Die bestehende Nachfrage nach einem höheren Abschluss vor allem aus dem Bereich der Archivare und Archivarinnen kann damit nicht abgedeckt werden.
Die Ausbildung für den mittleren, gehobenen und höheren Archivdienst in Bayern erfolgt an der Bayerischen Archivschule in München.
Die bundesweit staatlich anerkannte Ausbildung für den mittleren Dienst ist die duale Ausbildung zum „Fachangestellten für Medien- und Informationsdienste – Fachrichtung Archiv“, kurz FaMI Archiv.
Die Archivschulen, die FU und die HU Berlin bieten kostenpflichtige Fort- und Weiterbildungsmaßnahmen an, ebenso wie die Vereinigung deutscher Wirtschaftsarchivare e. V.
Integrierte Ausbildungsgänge existieren auch in der Schweiz; Berufsausbildungen zu Fachfrau/Fachmann Information und Dokumentation, Hochschulstudien zu Informations- und Dokumentations-Spezialisten in Genf und Chur. Beide Fachhochschulen, die Universität Bern und die Universität Wien bieten Ausbildungen auf Masterstufe an.

## Archivrecht
Die Aufgabenerfüllung der Archive wirft in sämtlichen Aufgabenbereichen eines Archivs eine Fülle von Rechtsfragen auf. Archivare kennen sich daher auf dem Gebiet des archivischen Rechts aus.
Neben den grundlegenden Archivgesetzen des Bundes und der Länder, gehören zum Bereich des archivischen Rechts u. a. das Urheberrecht, das Datenzugangsrecht, Schutz der Persönlichkeitsrechte sowie Regelungen zum Geheimnisschutz, der Bereich des Registerrechts und weitere einschlägige Rechtsbereiche.
Die meist von den Staatsarchiven betriebene Archivische Denkmalpflege kümmert sich um wertvolle Privatarchive, etwa um Adelsarchive.

## Archivpersonal
Der Anteil der „Quereinsteiger“ ohne Fachausbildung liegt in den Archiven (bezogen auf alle Archivsparten) bei 30 Prozent (Stand 2000), wird aber durch den sich abzeichnenden Fachkräftemangel und die Verrentung der noch in der DDR ausgebildeten Archivare und Archivarinnen weiter ansteigen.
Weiterhin gibt es 32,7 Prozent wissenschaftliche Archivare (höherer Dienst), 25,2 Prozent mit Fachhochschulausbildung für den gehobenen Dienst. Nicht ins Gewicht fällt mit 2,7 Prozent der (Münchner) mittlere Dienst. (Keine Angaben: 8,7 Prozent; Stand der Umfrage: 2000).
In den staatlichen Archiven ist eine Einstellung ohne Laufbahnqualifikation eher selten, da die komplexen Anforderungen an das sich stark verändernde Berufsbild eines Archivars in der Informationsgesellschaft eine spezifische Ausbildung bzw. ein Studium erfordern.